# Campeonato Europeo Femenino Sub-19 de la UEFA 2018
El Campeonato Europeo Femenino Sub-19 de la UEFA fue la vigésimo primera vez que se celebra. La fase final se realizó en Suiza en el año 2018. La primera fase de clasificación comenzó el 11 de septiembre de 2017.

## Primera Fase de Clasificación
Cuarenta y ocho equipos participarán de esta ronda. Habrá doce grupos de cuatro equipos cada uno. Los doce primeros y segundos lugares de cada grupo avanzarán a la segunda fase de clasificación, con un total de 24 selecciones. La fase final del torneo, estará compuesta por ocho conjuntos. Suiza pasa directamente a la etapa final por ser la anfitriona.
El sorteo se realizó el 11 de noviembre de 2016 en Nyon, Suiza.

### Grupo 1
País anfitrión: Islandia
| Equipo     | Pts | PJ | PG | PE | PP | GF | GC | Dif |
| ---------- | --- | -- | -- | -- | -- | -- | -- | --- |
| Alemania   | 9   | 3  | 3  | 0  | 0  | 12 | 0  | 12  |
| Islandia   | 6   | 3  | 2  | 0  | 1  | 9  | 1  | 8   |
| Kosovo     | 1   | 3  | 0  | 1  | 2  | 1  | 6  | -5  |
| Montenegro | 1   | 3  | 0  | 1  | 2  | 1  | 16 | -15 |

| 12 de septiembre de 2017, 07:30 | Montenegro | 0:7 (0:0) | Islandia | Leichtathletikstadion, Duisburgo, Islandia |                         |
|                                 |            | Reporte   | 47' 61' Hlín Eiríksdóttir · 58' Stefanía Ragnarsdóttir · 63' Sólveig Jóhannesdóttir · 65' Anita Daníelsdóttir · 83' Bergdís Fanney Einarsdóttir · 85' Kristín Dís Árnadóttir | Árbitro(s): Triinu Laos                    | Árbitro(s): Triinu Laos |

| 12 de septiembre de 2017, 11:00 | Alemania                                                         | 3:0 (2:0) | Kosovo | Leichtathletikstadion, Duisburgo, Islandia |                            |
|                                 | Lena Oberdorf 31' · Leonora Ejupi 42' (o.g.) · Verena Wieder 48' | Reporte   |        | Árbitro(s): Meliz Özçiğdem                 | Árbitro(s): Meliz Özçiğdem |

| 15 de septiembre de 2017, 07:30 | Islandia                       | 2:0 (1:0) | Kosovo | Leichtathletikstadion, Duisburgo, Islandia |                         |
|                                 | Sólveig Jóhannesdóttir 33' 85' | Reporte   |        | Árbitro(s): Triinu Laos                    | Árbitro(s): Triinu Laos |

| 15 de septiembre de 2017, 11:00 | Alemania | 8:0 (2:0) | Montenegro | Leichtathletikstadion, Duisburgo, Islandia |                       |
|                                 | Lea Schneider 20' · Ivana Čabarkapa 42' (o.g.) · Maja Šaranović 48' (o.g.) · Melissa Kössler 58' 88' · Gina-Maria Chmielinski 68' · Lisa Ebert 79' 84' | Reporte   |            | Árbitro(s): Lois Otte                      | Árbitro(s): Lois Otte |

| 18 de septiembre de 2017, 07:00 | Kosovo           | 1:1 (1:1) | Montenegro         | Leichtathletikstadion, Duisburgo, Islandia |                            |
|                                 | Jehona Shala 33' | Reporte   | 34' Maja Šaranović | Árbitro(s): Meliz Özçiğdem                 | Árbitro(s): Meliz Özçiğdem |

| 18 de septiembre de 2017, 07:00 | Islandia | 0:1 (0:1) | Alemania           | PCC Stadion, Homberg, Islandia |                       |
|                                 |          | Reporte   | 9' Melissa Kössler | Árbitro(s): Lois Otte          | Árbitro(s): Lois Otte |

### Grupo 2
País anfitrión: Kazajistán
| Equipo     | Pts | PJ | PG | PE | PP | GF | GC | Dif |
| ---------- | --- | -- | -- | -- | -- | -- | -- | --- |
| Inglaterra | 9   | 3  | 3  | 0  | 0  | 14 | 0  | 14  |
| Eslovenia  | 4   | 3  | 1  | 1  | 1  | 4  | 1  | 3   |
| Gales      | 4   | 3  | 1  | 1  | 1  | 6  | 4  | 2   |
| Kazajistán | 0   | 3  | 0  | 0  | 3  | 0  | 19 | -19 |

| 18 de octubre de 2017 | Inglaterra | 9:0 (5:0) | Kazajistán | Namiz, Shymkent, Kazajistán    |                                |
|                       | Grace Smith 10' · Taylor Hinds 17' · Anna Filbey 23' · Ella Ann Toone 38' 84' · Esme Beth Morgan 60' · Lois Kathleen Joel 62' · Jessica Jones 68' · Rebecca Rayner 86' | Reporte   |            | Árbitro(s): Anastasia Romanyuk | Árbitro(s): Anastasia Romanyuk |

| 18 de octubre de 2017 | Gales | 0:0     | Eslovenia | Namiz, Shymkent, Kazajistán  |                              |
|                       |       | Reporte |           | Árbitro(s): Volha Tsiareshka | Árbitro(s): Volha Tsiareshka |

| 21 de octubre de 2017 | Eslovenia                                                      | 4:0 (0:0) | Kazajistán | Namiz, Shymkent, Kazajistán  |                              |
|                       | Adrijana Mori 63' 90+1' · Maruša Česnik 69' · Sara Makovec 90' | Reporte   |            | Árbitro(s): Volha Tsiareshka | Árbitro(s): Volha Tsiareshka |

| 21 de octubre de 2017 | Inglaterra                                                                       | 4:0 (1:0) | Gales | Namiz, Shymkent, Kazajistán |                            |
|                       | Ella Ann Toone 27' · Aimee Watson 52' (o.g.) · Anna Filbey 72' · Lauren Hemp 80' | Reporte   |       | Árbitro(s): Vivian Peeters  | Árbitro(s): Vivian Peeters |

| 24 de octubre de 2017 | Kazajistán | 0:6 (0:3) | Gales                                                                                       | BIIK, Shymkent, Kazajistán     |                                |
|                       |            | Reporte   | 15' 38' Cassia Pike · 45+2' Gwennan Davies · 62' Ella Powell · 67' 90+3' Daisy Evan-Watkins | Árbitro(s): Anastasia Romanyuk | Árbitro(s): Anastasia Romanyuk |

| 24 de octubre de 2017 | Eslovenia | 0:1 (0:0) | Inglaterra      | Namys, Shymkent, Kazajistán |                            |
|                       |           | Reporte   | 89' Lauren Hemp | Árbitro(s): Vivian Peeters  | Árbitro(s): Vivian Peeters |

### Grupo 3
País anfitrión: Lituania
| Equipo     | Pts | PJ | PG | PE | PP | GF | GC | Dif |
| ---------- | --- | -- | -- | -- | -- | -- | -- | --- |
| Dinamarca  | 9   | 3  | 3  | 0  | 0  | 18 | 2  | 16  |
| Eslovaquia | 6   | 3  | 2  | 0  | 1  | 5  | 7  | -2  |
| Rumania    | 3   | 3  | 1  | 0  | 2  | 6  | 12 | -6  |
| Lituania   | 0   | 3  | 0  | 0  | 3  | 2  | 10 | -8  |

| 8 de septiembre de 2017, 14:00 | Eslovaquia                                                                 | 3:2 (3:1) | Rumania                                          | ARVI Arena, Marijampolė, Lituania |                                  |
|                                | Martina Šurnovská 5' · Georgiana Dârle 13 13' (o.g.) · Andrea Bogorová 22' | Reporte   | 35' Georgiana Denisa Predoi · 66' Mădălina Boroș | Árbitro(s): Graziella Pirriatore  | Árbitro(s): Graziella Pirriatore |

| 8 de septiembre de 2017, 17:00 | Dinamarca                                                                                | 5:1 (3:0) | Lituania             | Estadio de Alytus, Alytus, Lituania |                           |
|                                | Signe Holt Andersen 38' · Sarah Jankovska 40' 81' · Sofie Svava 43' · Agnete Nielsen 52' | Reporte   | 85' Paulina Potapova | Árbitro(s): Vera Opeykina           | Árbitro(s): Vera Opeykina |

| 11 de septiembre de 2017, 14:00 | Dinamarca                                                                                         | 5:1 (2:0) | Eslovaquia           | ARVI Arena, Marijampolė, Lituania |                             |
|                                 | Mille Gejl 19' · Karen Holmgaard 41' · Sofie Svava 63' · Sarah Jankovska 74' · Agnete Nielsen 79' | Reporte   | 61' Mária Mikolajová | Árbitro(s): Ivana Martinčić       | Árbitro(s): Ivana Martinčić |

| 11 de septiembre de 2017, 17:00 | Rumania                                         | 4:1 (2:1) | Lituania                 | Estadio de Alytus, Alytus, Lituania |                                  |
|                                 | Mădălina Boroș 12' 20' 68' · Nicole Piperea 70' | Reporte   | 45' Liucija Vaitukaitytė | Árbitro(s): Graziella Pirriatore    | Árbitro(s): Graziella Pirriatore |

| 14 de septiembre de 2017, 17:00 | Lituania | 0:1 (0:1) | Eslovaquia              | Estadio de Alytus, Alytus, Lituania |                           |
|                                 |          | Reporte   | 45+2' Tamara Gmitterová | Árbitro(s): Vera Opeykina           | Árbitro(s): Vera Opeykina |

| 14 de septiembre de 2017, 17:00 | Rumania | 0:8 (0:2) | Dinamarca                                                                                        | ARVI Arena, Marijampolė, Lituania |                             |
|                                 |         | Reporte   | 15' 77' 80' Maria Hovmark · 38' 66' Sarah Jankovska · 49' Agnete Nielsen · 61' 74' Dajan Heshemi | Árbitro(s): Ivana Martinčić       | Árbitro(s): Ivana Martinčić |

### Grupo 4
País anfitrión: Albania
| Equipo     | Pts | PJ | PG | PE | PP | GF | GC | Dif |
| ---------- | --- | -- | -- | -- | -- | -- | -- | --- |
| España     | 9   | 3  | 3  | 0  | 0  | 18 | 0  | 18  |
| Azerbaiyán | 4   | 3  | 1  | 1  | 1  | 2  | 6  | -4  |
| Ucrania    | 3   | 3  | 1  | 0  | 2  | 5  | 6  | -1  |
| Albania    | 1   | 3  | 0  | 1  | 2  | 0  | 13 | -13 |

| 25 de octubre de 2017 | Azerbaiyán                                    | 2:0 (1:0) | Ucrania | Estadio Kamëz, Kamëz, Albania |                             |
|                       | Merve Ozdemir 40' · Vusala Seyfatdinova 90+3' | Reporte   |         | Árbitro(s): Hannelore Onsea   | Árbitro(s): Hannelore Onsea |

| 25 de octubre de 2017 | España | 8:0 (6:0) | Albania | Estadio Niko Dovana, Durrës, Albania |                         |
|                       | Carla Bautista Piqueras 9' 41' · Teresa Abilleira Dueñas 17' 40' · Paula Fernández 20' 44' · Damaris Egurrola 68' 73' | Reporte   |         | Árbitro(s): Tanja Racic              | Árbitro(s): Tanja Racic |

| 28 de octubre de 2017 | España | 6:0 (4:0) | Azerbaiyán | Estadio Kamëz, Kamëz, Albania  |                                |
|                       | Anna Torrodá 6' · Rosa Marquez Baena 31' · Damaris Egurrola 41' · Lucía Rodríguez 44' · Carla Bautista Piqueras 57' 69' | Reporte   |            | Árbitro(s): Jurgita Mačikunytė | Árbitro(s): Jurgita Mačikunytė |

| 28 de octubre de 2017 | Ucrania                                                                      | 5:0 (3:0) | Albania | Estadio Niko Dovana, Durrës, Albania |                             |
|                       | Nicole Kozlova 25' 57' · Nadiia Kunina 35' 90+3' · Fabiola Mullaj 36' (o.g.) | Reporte   |         | Árbitro(s): Hannelore Onsea          | Árbitro(s): Hannelore Onsea |

| 31 de octubre de 2017 | Albania | 0:0     | Azerbaiyán | Estadio Niko Dovana, Durrës, Albania |                         |
|                       |         | Reporte |            | Árbitro(s): Tanja Racic              | Árbitro(s): Tanja Racic |

| 31 de octubre de 2017 | Ucrania | 0:4 (0:1) | España                                                                          | Estadio Kamëz, Kamëz, Albania  |                                |
|                       |         | Reporte   | 25' Paula Fernández · 64' 85' Olga Carmona García · 80' Carla Bautista Piqueras | Árbitro(s): Jurgita Mačikunytė | Árbitro(s): Jurgita Mačikunytė |

### Grupo 5
País anfitrión: Portugal
| Equipo            | Pts | PJ | PG | PE | PP | GF | GC | Dif |
| ----------------- | --- | -- | -- | -- | -- | -- | -- | --- |
| Noruega           | 9   | 3  | 3  | 0  | 0  | 15 | 0  | 15  |
| Portugal          | 6   | 3  | 2  | 0  | 1  | 9  | 2  | 7   |
| Irlanda del Norte | 3   | 3  | 1  | 0  | 2  | 2  | 10 | -8  |
| Chipre            | 0   | 3  | 0  | 0  | 3  | 1  | 15 | -14 |

| 17 de octubre de 2017 | Noruega                                                                                    | 6:0 (0:0) | Chipre | Estadio Municipal, Mangualde, Portugal |                            |
|                       | Sophie Haug 50' 65' · Camilla Linberg 53' 88' · Elin Åhgren Sørum 60' · Andrea Norheim 82' | Reporte   |        | Árbitro(s): Viola Raudziņa             | Árbitro(s): Viola Raudziņa |

| 17 de octubre de 2017 | Irlanda del Norte | 0:2 (0:1) | Portugal                               | Municipal de Fontelo, Viseu, Portugal |                              |
|                       |                   | Reporte   | 32' Constança Silva · 90+3' Maria Inês | Árbitro(s): Ivana Projkovska          | Árbitro(s): Ivana Projkovska |

| 20 de octubre de 2017 | Portugal                                                                                         | 7:0 (1:0) | Chipre | Estadio Municipal de Mangualde, Mangualde, Portugal |                          |
|                       | Diva Meira 45' · Joana Martins 47' 64' 81' · Ines Torcato Macedo 56' 90+3' · Constança Silva 76' | Reporte   |        | Árbitro(s): Ewa Augustyn                            | Árbitro(s): Ewa Augustyn |

| 20 de octubre de 2017 | Noruega | 7:0 (2:0) | Irlanda del Norte | Estadio Municipal de Nelas, Nelas, Portugal |                              |
|                       | Sophie Haug 9' 63' · Andrea Norheim 43' · Jenny Kristine Røsholm Olsen 81' 87' · Caitlyn Hamilton 82' /o.g.) · Olaug Tvedten 83' | Reporte   |                   | Árbitro(s): Ivana Projkovska                | Árbitro(s): Ivana Projkovska |

| 23 de octubre de 2017¡ | Chipre             | 1:2 (1:0) | Irlanda del Norte                          | Estadio Municipal de Nelas, Nelas, Portugal |                            |
|                        | Chryso Michael 32' | Reporte   | 51' Caitlyn Hamilton · 87' Rebecca Bassett | Árbitro(s): Viola Raudziņa                  | Árbitro(s): Viola Raudziņa |

| 23 de octubre de 2017 | Portugal | 0:2 (0:0) | Noruega                                            | Municipal de Fontelo, Viseu, Portugal |                              |
|                       |          | Reporte   | 63' Noor Hoelsbrekken Eckhoff · 68' Andrea Norheim | Árbitro(s): Ivana Projkovska          | Árbitro(s): Ivana Projkovska |

### Grupo 6
País anfitrión: Holanda
| Equipo       | Pts | PJ | PG | PE | PP | GF | GC | Dif |
| ------------ | --- | -- | -- | -- | -- | -- | -- | --- |
| Países Bajos | 9   | 3  | 3  | 0  | 0  | 32 | 2  | 30  |
| Irlanda      | 6   | 3  | 2  | 0  | 1  | 8  | 8  | 0   |
| Letonia      | 3   | 3  | 1  | 0  | 2  | 2  | 16 | -14 |
| Estonia      | 0   | 3  | 0  | 0  | 3  | 1  | 17 | -16 |

| 18 de octubre de 2017 | Estonia | 0:3 (0:1) | Irlanda                                   | Sportpark de Bosk, Harkema, Holanda |                                 |
|                       |         | Reporte   | 1' Saoirse Noonan · 55' 60' Carla McManus | Árbitro(s): Marta Huerta De Aza     | Árbitro(s): Marta Huerta De Aza |

| 18 de octubre de 2017 | Holanda | 12:0 (9:0) | Letonia | Marsdijk, Assen, Holanda |                       |
|                       | Ashleigh Weerden 6' 12' 15' · Williënne Ter Beek 14' 42' · Noah Waterham 21' · Victoria Pelova 26' 34' · Caitlin Dijkstra 44' · Eva Van Deursen 76' · Joëlle Smits 90+1' | Reporte    |         | Árbitro(s): Ana Minić    | Árbitro(s): Ana Minić |

| 21 de octubre de 2017 | República de Irlanda                                                         | 4:0 (1:0) | Letonia | Marsdijk, Assen, Holanda        |                                 |
|                       | Kate Mooney 27' · Orla Casey 51' · Tiegan Ruddy 60' · Lauryn O'Callaghan 83' | Reporte   |         | Árbitro(s): Marta Huerta De Aza | Árbitro(s): Marta Huerta De Aza |

| 21 de octubre de 2017 | Holanda | 12:1 (4:0) | Estonia               | Sportpark de Bosk, Harkema, Holanda |                            |
|                       | Fenna Kalma 3' 25' 66' 78' 90+1' · Bente Jansen 14' · Victoria Pelova 17' · Kerstin Casparij 53' · Ashleigh Weerden 64' · Lynn Wilms 74' · Siret Räämet 84' (o.g.) | Reporte    | 55' Hanna-Lisa Kuslap | Árbitro(s): Eleni Antoniou          | Árbitro(s): Eleni Antoniou |

| 24 de octubre de 2017 | Letonia                                        | 2:0 (1:0) | Estonia | Sportpark de Bosk, Harkema, Holanda |                       |
|                       | Anastasija Fjodorova 29' · Karlīna Miksone 80' | Reporte   |         | Árbitro(s): Ana Minić               | Árbitro(s): Ana Minić |

| 24 de octubre de 2017 | República de Irlanda | 1:8 (0:5) | Holanda | Marsdijk, Assen, Holanda   |                            |
|                       | Tiegan Ruddy 84'     | Reporte   | 24' Victoria Pelova · 35' Noah Waterham · 39' 42' 43' Fenna Kalma · 56' Kerstin Casparij · 78' 79' Joëlle Smits | Árbitro(s): Eleni Antoniou | Árbitro(s): Eleni Antoniou |

### Grupo 7
País anfitrión: Moldavia
| Equipo      | Pts | PJ | PG | PE | PP | GF | GC | Dif |
| ----------- | --- | -- | -- | -- | -- | -- | -- | --- |
| Francia     | 9   | 3  | 3  | 0  | 0  | 25 | 2  | 23  |
| Italia      | 6   | 3  | 2  | 0  | 1  | 19 | 5  | 14  |
| Islas Feroe | 3   | 3  | 1  | 0  | 2  | 4  | 20 | -16 |
| Moldavia    | 0   | 3  | 0  | 0  | 3  | 0  | 21 | -21 |

| 16 de octubre de 2017, 00:00 | Moldavia | 0:8 (0:3) | Italia | Zimbru 2, Chisináu, Moldavia    |                                 |
|                              |          | Reporte   | 2' 82' Agnese Bonfantini · 9' Isabel Cacciamali · 18' Arianna Caruso · 76' 90+2' 90+4' Sofia Cantore · 78' Elena Nichele | Árbitro(s): Désirée Grundbacher | Árbitro(s): Désirée Grundbacher |

| 16 de octubre de 2017, 00:00 | Francia | 11:0 (4:0) | Islas Faroe | District Sport Complex, Orhei, Moldavia |                          |
|                              | Amelie Delabre 14' 30' · Ella Palis 22' 59' · Lea Khelifi 25' 54' 56' · Daïna Bourma 63' · Marion Rey 84' · Mickaélla Cardia 88' · Jessy Roux 90' | Reporte    |             | Árbitro(s): Reelika Turi                | Árbitro(s): Reelika Turi |

| 19 de octubre de 2017 | Italia | 9:0 (5:0) | Islas Faroe | District Sport Complex, Orhei, Moldavia |                                 |
|                       | Benedetta Glionna 6' 42' · Sara Baldi 13' · Erika Santoro 15' · Alice Regazzoli 28' 55' 90+1' · Arianna Caruso 56' · Agnese Bonfantini 73' | Reporte   |             | Árbitro(s): Désirée Grundbacher         | Árbitro(s): Désirée Grundbacher |

| 19 de octubre de 2017 | Francia | 9:0 (3:0) | Moldavia | Zimbru 2, Chisináu, Moldavia |                           |
|                       | Nina Richard 12' · Clémentine Canon 16' 26' 60' · Jessy Roux 66' 87' · Lea Khelifi 82' · Oumy Stéphanie Bayo 83' · Amelie Delabre 90' | Reporte   |          | Árbitro(s): Cheryl Foster    | Árbitro(s): Cheryl Foster |

| 22 de octubre de 2017 | Islas Faroe                                                                     | 4:0 (0:0) | Moldavia | Zimbru 2, Chisináu, Moldavia |                          |
|                       | Sarita Maria Mittfoss 48' 55' · Lea Hansen 59' · Rebekka Fjallsá Benbakoura 85' | Reporte   |          | Árbitro(s): Reelika Turi     | Árbitro(s): Reelika Turi |

| 22 de octubre de 2017 | Italia                                 | 2:5 (1:2) | Francia                                                           | District Sport Complex, Orhei, Moldavia |                           |
|                       | Léa Kergal 2' (o.g.) · Elisa Polli 67' | Reporte   | 8' 49' 90+4' Amelie Delabre · 21' Maëlle Lakrar · 84' Lea Khelifi | Árbitro(s): Cheryl Foster               | Árbitro(s): Cheryl Foster |

### Grupo 8
País anfitrión: Austria
| Equipo              | Pts | PJ | PG | PE | PP | GF | GC | Dif |
| ------------------- | --- | -- | -- | -- | -- | -- | -- | --- |
| Austria             | 9   | 3  | 3  | 0  | 0  | 8  | 0  | 8   |
| Bélgica             | 6   | 3  | 2  | 0  | 1  | 12 | 3  | 9   |
| Croacia             | 3   | 3  | 1  | 0  | 2  | 1  | 11 | -10 |
| Macedonia del Norte | 0   | 3  | 0  | 0  | 3  | 1  | 8  | -7  |

| 17 de octubre de 2017, 00:00 | Bélgica                                                                                              | 5:1 (2:1) | Macedonia        | SV Rohrbach, Rohrbach an der Lafnitz, Austria |                           |
|                              | Shari Van Belle 39' 68' · Tiffanie Vanderdonckt 44' · Marie Minnaert 69' · Mariam Abdulai Toloba 80' | Reporte   | 20' Ulza Maksuti | Árbitro(s): Galiya Echeva                     | Árbitro(s): Galiya Echeva |

| 17 de octubre de 2017, 00:00 | Croacia                                                                                            | 0:4 (0:3) | Austria | Thermen, Bad Waltersdorf, Austria |                               |
|                              | Ivana Hrnjkaš 31' (o.g.) · Magdalena Bachler 36' · Melanie Brunnthaler 39' · Laura Wienroither 47' | Reporte   |         | Árbitro(s): Marta Frias Acedo     | Árbitro(s): Marta Frias Acedo |

| 20 de octubre de 2017 | Bélgica | 7:0 (3:0) | Croacia | Thermen, Bad Waltersdorf, Austria |                           |
|                       | Mariam Abdulai Toloba 5' 53' 88' · Kaily Dhondt 29' · Marie Minnaert 32' · Lisa Petry 52' · Yenthe Kerckhofs 85' | Reporte   |         | Árbitro(s): Sarah Garratt         | Árbitro(s): Sarah Garratt |

| 20 de octubre de 2017 | Austria                                         | 2:0 (0:0) | Macedonia | SV Rohrbach, Rohrbach an der Lafnitz, Austria |                               |
|                       | Jana Scharnböck 80' · Melanie Brunnthaler 90+3' | Reporte   |           | Árbitro(s): Marta Frias Acedo                 | Árbitro(s): Marta Frias Acedo |

| 23 de octubre de 2017 | Macedonia | 0:1 (0:1) | Croacia           | Thermen, Bad Waltersdorf, Austria |                           |
|                       |           | Reporte   | 38' Helena Spajić | Árbitro(s): Galiya Echeva         | Árbitro(s): Galiya Echeva |

| 23 de octubre de 2017 | Austria                                                                     | 3:0 (1:0) | Bélgica | SV Rohrbach, Rohrbach an der Lafnitz, Austria |                           |
|                       | Maileen Mössner 22' · Julia Hickelsberger-Füller 52' · Jennifer Klein 90+2' | Reporte   |         | Árbitro(s): Sarah Garratt                     | Árbitro(s): Sarah Garratt |

### Grupo 9
País anfitrión: Bulgaria
| Equipo          | Pts | PJ | PG | PE | PP | GF | GC | Dif |
| --------------- | --- | -- | -- | -- | -- | -- | -- | --- |
| República Checa | 9   | 3  | 3  | 0  | 0  | 19 | 0  | 19  |
| Suecia          | 6   | 3  | 2  | 0  | 1  | 9  | 2  | 7   |
| Bielorrusia     | 3   | 3  | 1  | 0  | 2  | 2  | 10 | -8  |
| Bulgaria        | 0   | 3  | 0  | 0  | 3  | 0  | 18 | -18 |

| 18 de octubre de 2017 | Bielorrusia | 0:8 (0:3) | República Checa | Druzhba, Dobrich, Bulgaria  |                             |
|                       |             | Reporte   | 22' Kamila Dubcová · 30' 64' Michaela Dubcová · 36' Kristýna Siváková · 56' 84' 88' Andrea Stašková · 62' Gabriela Šlajsová | Árbitro(s): Silvia Domingos | Árbitro(s): Silvia Domingos |

| 18 de octubre de 2017 | Suecia                                                                                                 | 7:0 (1:0) | Bulgaria | Albena 1, Albena, Bulgaria   |                              |
|                       | Nellie Lilja 19' · Emma Engström 69' 79' · Ebba Hed 70' · Paulina Nyström 70' 90+3' · Agnes Nyberg 83' | Reporte   |          | Árbitro(s): Aleksandra Česen | Árbitro(s): Aleksandra Česen |

| 21 de octubre de 2017 | Suecia                                         | 2:0 (0:0) | Bielorrusia | Albena 1, Albena, Bulgaria   |                              |
|                       | Loreta Kullashi 72' · Alina Scherbo 75' (o.g.) | Reporte   |             | Árbitro(s): Barbara Poxhofer | Árbitro(s): Barbara Poxhofer |

| 21 de octubre de 2017 | República Checa | 9:0 (4:0) | Bulgaria | Druzhba, Dobrich, Bulgaria  |                             |
|                       | Andrea Stašková 18' 44' 45+1' · Adéla Radová 22' · Michaela Dubcová 53' 86' · Marie Bohatová 56' · Michaela Khýrová 80' · Kamila Dubcová 89' | Reporte   |          | Árbitro(s): Silvia Domingos | Árbitro(s): Silvia Domingos |

| 24 de octubre de 2017 | Bulgaria | 0:2 (0:1) | Bielorrusia                           | Albena 1, Albena, Bulgaria   |                              |
|                       |          | Reporte   | 7' Karina Olkhovik · 60' Alina Lodyga | Árbitro(s): Aleksandra Česen | Árbitro(s): Aleksandra Česen |

| 24 de octubre de 2017 | República Checa                          | 2:0 (0:0) | Suecia | Druzhba, Dobrich, Bulgaria   |                              |
|                       | Kamila Dubcová 57' · Andrea Stašková 72' | Reporte   |        | Árbitro(s): Barbara Poxhofer | Árbitro(s): Barbara Poxhofer |

### Grupo 10
País anfitrión: Hungría
| Equipo  | Pts | PJ | PG | PE | PP | GF | GC | Dif |
| ------- | --- | -- | -- | -- | -- | -- | -- | --- |
| Hungría | 9   | 3  | 3  | 0  | 0  | 12 | 2  | 10  |
| Turquía | 4   | 3  | 1  | 1  | 1  | 7  | 5  | 2   |
| Escocia | 4   | 3  | 1  | 1  | 1  | 2  | 2  | 0   |
| Armenia | 0   | 3  | 0  | 0  | 3  | 0  | 12 | -12 |

| 18 de octubre de 2017 | Hungría                                                                                      | 5:2 (3:0) | Turquía                          | Bük, Buk, Hungría         |                           |
|                       | Brigitta Pulins 12' · Anna Júlia Csiki 18' · Katalin Tímea Tolnai 28' 86' · Adrienn Oláh 70' | Reporte   | 64' Esra Manya · 90+1' Irem Eren | Árbitro(s): Maria Marotta | Árbitro(s): Maria Marotta |

| 18 de octubre de 2017 | Escocia                                          | 2:0 (0:0) | Armenia | Király Sportcentre, Szombathely, Hungría |                            |
|                       | Lauren Davidson 62' · Lena Andriasyan 83' (o.g.) | Reporte   |         | Árbitro(s): Ifeoma Kulmala               | Árbitro(s): Ifeoma Kulmala |

| 21 de octubre de 2017 | Turquía                                                                 | 5:0 (0:0) | Armenia | Király Sportcentre, Szombathely, Hungría |                           |
|                       | Ece Türkoğlu 49' 57' 66' · Ani Karapetyan 82' (o.g.) · Kader Hançar 87' | Reporte   |         | Árbitro(s): Maria Marotta                | Árbitro(s): Maria Marotta |

| 21 de octubre de 2017 | Escocia | 0:2 (0:0) | Hungría                                          | Bük, Buk, Hungría               |                                 |
|                       |         | Reporte   | 89' Katalin Tímea Tolnai · 90+2' (o.g.) Amy Muir | Árbitro(s): Elvira Nurmustafina | Árbitro(s): Elvira Nurmustafina |

| 24 de octubre de 2017 | Armenia | 0:5 (0:2) | Hungría                                                                               | Bük, Buk, Hungría          |                            |
|                       |         | Reporte   | 2' Eszter Csigi · 34' Brigitta Pulins · 68' 90+3' Anna Júlia Csiki · 85' Enikő Molnár | Árbitro(s): Ifeoma Kulmala | Árbitro(s): Ifeoma Kulmala |

| 24 de octubre de 2017 | Turquía | 0:0     | Escocia | Király Sportcentre, Szombathely, Hungría |                                 |
|                       |         | Reporte |         | Árbitro(s): Elvira Nurmustafina          | Árbitro(s): Elvira Nurmustafina |

### Grupo 11
País anfitrión: Finlandia
| Equipo               | Pts | PJ | PG | PE | PP | GF | GC | Dif |
| -------------------- | --- | -- | -- | -- | -- | -- | -- | --- |
| Serbia               | 7   | 3  | 2  | 1  | 0  | 7  | 1  | 6   |
| Finlandia            | 5   | 3  | 1  | 2  | 0  | 12 | 2  | 10  |
| Israel               | 2   | 3  | 0  | 2  | 1  | 3  | 6  | -3  |
| Bosnia y Herzegovina | 1   | 3  | 0  | 1  | 2  | 2  | 15 | -13 |

| 12 de septiembre de 2017, 12:00 | Bosnia y Herzegovina | 0:3 (0:1) | Serbia                                                                  | Eerikkilä-Areena, Tammela, Finlandia |                                  |
|                                 |                      | Reporte   | 18' Andjela Frajtović · 57' Aldina Hamzić (o.g.) · 90+3' Allegra Poljak | Árbitro(s): Justina Lavrenovaite     | Árbitro(s): Justina Lavrenovaite |

| 12 de septiembre de 2017, 16:00 | Finlandia         | 1:1 (0:0) | Israel              | Eerikkilä-Areena, Tammela, Finlandia |                        |
|                                 | Jutta Rantala 65' | Reporte   | 90+3' Sarit Winstok | Árbitro(s): Vera Onică               | Árbitro(s): Vera Onică |

| 15 de septiembre de 2017, 12:00 | Serbia                                                            | 3:0 (2:0) | Israel | Eerikkilä-Areena, Tammela, Finlandia |                                  |
|                                 | Allegra Poljak 21' · Ivana Trbojević 45+1' · Miljana Ivanović 63' | Reporte   |        | Árbitro(s): Justina Lavrenovaite     | Árbitro(s): Justina Lavrenovaite |

| 15 de septiembre de 2017, 16:00 | Finlandia | 10:0 (5:0) | Bosnia y Herzegovina | Eerikkilä-Areena, Tammela, Finlandia |                                   |
|                                 | Emmaliina Tulkki 10' 35' 59' · Jutta Rantala 19' 23' · Roosa Tuominen 31' 67' 72' · Nea Nyrhinen 46' · Julia Haikonen 90' | Reporte    |                      | Árbitro(s): Karolina Radzik-Johan    | Árbitro(s): Karolina Radzik-Johan |

| 18 de septiembre de 2017, 18:00 | Israel                          | 2:2 (0:1) | Bosnia y Herzegovina                      | Kauriala Sports Ground, Hämeenlinna, Finlandia |                        |
|                                 | Neli Haj 58' · Shira Elinav 62' | Reporte   | 26' Minela Gačanica · 90' Edina Habibović | Árbitro(s): Vera Onică                         | Árbitro(s): Vera Onică |

| 18 de septiembre de 2017, 18:00 | Serbia             | 1:1 (1:0) | Finlandia        | Eerikkilä-Areena, Tammela, Finlandia |                                   |
|                                 | Allegra Poljak 21' | Reporte   | 89' Sanni Ojanen | Árbitro(s): Karolina Radzik-Johan    | Árbitro(s): Karolina Radzik-Johan |

### Grupo 12
País anfitrión: Georgia
| Equipo  | Pts | PJ | PG | PE | PP | GF | GC | Dif |
| ------- | --- | -- | -- | -- | -- | -- | -- | --- |
| Polonia | 7   | 3  | 2  | 1  | 0  | 12 | 3  | 9   |
| Rusia   | 5   | 3  | 1  | 2  | 0  | 6  | 2  | 4   |
| Grecia  | 2   | 3  | 0  | 2  | 1  | 2  | 4  | -2  |
| Georgia | 1   | 3  | 0  | 1  | 2  | 1  | 12 | -11 |

| 12 de septiembre de 2017, 15:00 | Rusia                                                                                        | 4:0 (1:0) | Georgia | Estadio Mikheil Meskhi, Tiflis, Georgia |                        |
|                                 | Kristina Cherkasova 34' · Polina Organova 63' · Viktoriya Dubova 81' · Milena Nikitina 90+2' | Reporte   |         | Árbitro(s): Ana Aguiar                  | Árbitro(s): Ana Aguiar |

| 12 de septiembre de 2017, 17:00 | Grecia               | 1:3 (0:2) | Polonia                                                                 | Estadio David Petriashvili, Tiflis, Georgia |                             |
|                                 | Grigoria Pouliou 59' | Reporte   | 28' Nikola Karczewska · 45' Roksana Ratajczyk · 75' Kasandra Parczewska | Árbitro(s): Angelika Soeder                 | Árbitro(s): Angelika Soeder |

| 15 de septiembre de 2017, 15:00 | Polonia                                                                                                   | 7:0 (6:0) | Georgia | Estadio Mikheil Meskhi, Tiflis, Georgia |                             |
|                                 | Maria Zbyrad 8' · Anna Zając 27' · Roksana Ratajczyk 30' · Klaudia Miłek 32' 40' · Maja Osińska 35' 90+3' | Reporte   |         | Árbitro(s): Angelika Soeder             | Árbitro(s): Angelika Soeder |

| 15 de septiembre de 2017, 17:00 | Rusia | 0:0 (0:0) | Grecia | Estadio David Petriashvili, Tiflis, Georgia |                                    |
|                                 |       | Reporte   |        | Árbitro(s): Tania Fernandes Morais          | Árbitro(s): Tania Fernandes Morais |

| 18 de septiembre de 2017, 15:00 | Georgia                | 1:1 (1:0) | Grecia                      | Estadio Mikheil Meskhi, Hämeenlinna, Georgia |                        |
|                                 | Irina Khaburdzania 39' | Reporte   | 89' Despoina Chatzinikolaou | Árbitro(s): Ana Aguiar                       | Árbitro(s): Ana Aguiar |

| 18 de septiembre de 2017, 15:00 | Polonia                                          | 2:2 (1:1) | Rusia                                  | Estadio David Petriashvili, Tiflis, Georgia |                                    |
|                                 | Roksana Ratajczyk 11' · Weronika Zawistowska 49' | Reporte   | 45' Yana Kuzmina · 85' Milena Nikitina | Árbitro(s): Tania Fernandes Morais          | Árbitro(s): Tania Fernandes Morais |

### Ranking de los mejores terceros
Los cuatro mejores terceros de la primera fase clasificaron a la Ronda Elite. Se contabilizan únicamente los resultados obtenidos en contra de los ganadores clasificados de cada grupo.
| Grupo | Equipo            | PJ | PG | PE | PP | GF | GC | DG  | Pts |
| ----- | ----------------- | -- | -- | -- | -- | -- | -- | --- | --- |
| 12    | Grecia            | 2  | 0  | 1  | 1  | 1  | 3  | -2  | 1   |
| 10    | Escocia           | 2  | 0  | 1  | 1  | 0  | 2  | -2  | 1   |
| 11    | Israel            | 2  | 0  | 1  | 1  | 1  | 4  | -3  | 1   |
| 2     | Gales             | 2  | 0  | 1  | 1  | 0  | 4  | -4  | 1   |
| 1     | Kosovo            | 2  | 0  | 0  | 2  | 0  | 5  | -5  | 0   |
| 4     | Ucrania           | 2  | 0  | 0  | 2  | 0  | 6  | -6  | 0   |
| 3     | Rumania           | 2  | 0  | 0  | 2  | 2  | 11 | -9  | 0   |
| 5     | Irlanda del Norte | 2  | 0  | 0  | 2  | 0  | 9  | -9  | 0   |
| 9     | Bielorrusia       | 2  | 0  | 0  | 2  | 0  | 10 | -10 | 0   |
| 8     | Croacia           | 2  | 0  | 0  | 2  | 0  | 11 | -11 | 0   |
| 6     | Letonia           | 2  | 0  | 0  | 0  | 2  | 16 | -16 | 0   |
| 7     | Islas Feroe       | 2  | 0  | 0  | 2  | 0  | 20 | -20 | 0   |

## Segunda Fase de Clasificación o Ronda Élite
Esta fase consta de siete grupos.
Los ganadores de cada grupo avanzarán a la ronda final, junto al mejor segundo.
El sorteo se realizará el 24 de noviembre de 2017 en Nyon, Suiza. 

### Grupo 1
País anfitrión: Polonia
| Equipo   | Pts | PJ | PG | PE | PP | GF | GC | Dif |
| -------- | --- | -- | -- | -- | -- | -- | -- | --- |
| Noruega  | 9   | 3  | 3  | 0  | 0  | 8  | 1  | 7   |
| Islandia | 6   | 3  | 2  | 0  | 1  | 3  | 2  | 1   |
| Polonia  | 3   | 3  | 1  | 0  | 2  | 6  | 2  | 4   |
| Grecia   | 0   | 3  | 0  | 0  | 3  | 1  | 13 | -12 |

| 5 de junio de 2018, 00:00 (UTC+2) | Islandia                        | 1:0 (1:0) | Polonia | Public Stadium, Torun, Polonia |                             |
|                                   | Bergdís Fanney Einarsdóttir 19' | Reporte   |         | Árbitro(s): Silvia Domingos    | Árbitro(s): Silvia Domingos |

| 5 de junio de 2018, 00:00 (UTC+2) | Noruega                                                                           | 5:1 (1:1) | Grecia                    | Osrodek Sportu i Rekreacji, Wloclawek, Polonia |                                 |
|                                   | Emilie Nautnes 5' 51' · Vilde Birkeli 35' · Noor Eckhoff 65' · Andrea Norheim 80' | Reporte   | 26' Panagiota Papaioannou | Árbitro(s): Désirée Grundbacher                | Árbitro(s): Désirée Grundbacher |

| 8 de junio de 2018, 00:00 (UTC+2) | Noruega                             | 2:0 (2:0) | Islandia | Olympic Municipal Stadium Inowroclaw, Inowroclaw, Polonia |                                 |
|                                   | Sophie Haug 4' · Andrea Norheim 24' | Reporte   |          | Árbitro(s): Elvira Nurmustafina                           | Árbitro(s): Elvira Nurmustafina |

| 8 de junio de 2018, 00:00 (UTC+2) | Polonia | 6:0 (3:0) | Grecia | Olympic Municipal Stadium Inowroclaw, Inowrocław, Polonia |                             |
|                                   | Dominika Gąsieniec 4' 51' · Anita Turkiewicz 6' · Marcjanna Zawadzka 34' · Joanna Olszewska 64' · Kasandra Parczewska 88' | Reporte   |        | Árbitro(s): Silvia Domingos                               | Árbitro(s): Silvia Domingos |

| 11 de junio de 2018, 00:00 (UTC+2) | Grecia | 0:2 (0:0) | Islandia                                         | Public Stadium, Torun, Polonia  |                                 |
|                                    |        | Reporte   | 67' Hlín Eiríksdóttir · 72' Ásdís Halldórsdóttir | Árbitro(s): Désirée Grundbacher | Árbitro(s): Désirée Grundbacher |

| 11 de junio de 2018, 00:00 (UTC+2) | Polonia | 0:1 (0:0) | Noruega         | Osrodek Sportu i Rekreacji, Wloclawek, Polonia |                                 |
|                                    |         | Reporte   | 82' Sophie Haug | Árbitro(s): Elvira Nurmustafina                | Árbitro(s): Elvira Nurmustafina |

### Grupo 2
País anfitrión: Eslovaquia
| Equipo     | Pts | PJ | PG | PE | PP | GF | GC | Dif |
| ---------- | --- | -- | -- | -- | -- | -- | -- | --- |
| Alemania   | 9   | 3  | 3  | 0  | 0  | 14 | 2  | 12  |
| Inglaterra | 6   | 3  | 2  | 0  | 1  | 12 | 4  | 8   |
| Israel     | 1   | 3  | 0  | 1  | 2  | 1  | 7  | -6  |
| Eslovaquia | 1   | 3  | 0  | 1  | 2  | 0  | 14 | -14 |

| 3 de abril de 2018, 15:00 (UTC+2) | Inglaterra                                                                         | 4:1 (2:0) | Israel           | Národné Tréningové Centrum, Poprad, Eslovaquia |                              |
|                                   | Bridget Galloway 5' · Aimee Palmer 31' · Jessica Ngunga 68' · Ella Ann Toone 90+4' | Reporte   | 75' Shira Elinav | Árbitro(s): Ivana Projkovska                   | Árbitro(s): Ivana Projkovska |

| 3 de abril de 2018, 17:00 (UTC+2) | Eslovaquia | 0:8 (0:1) | Alemania | Národné Tréningové Centrum, Poprad, Eslovaquia |                                    |
|                                   |            | Reporte   | 27' 67' 81' 85' Anna-Lena Stolze · 63' 83' Paulina Krumbiegel · 72' (o.g.) Diana Lemešová · 83' Lena Oberdorf | Árbitro(s): Tania Fernandes Morais             | Árbitro(s): Tania Fernandes Morais |

| 6 de abril de 2018, 11:00 (UTC+2) | Alemania                                                              | 3:0 (2:0) | Israel | Národné Tréningové Centrum, Poprad, Eslovaquia |                                    |
|                                   | Lea Schneider 10' · Christin Martina Meyer 14' · Anna-Lena Stolze 67' | Reporte   |        | Árbitro(s): Tania Fernandes Morais             | Árbitro(s): Tania Fernandes Morais |

| 6 de abril de 2018, 17:00 (UTC+2) | Inglaterra                                                                                             | 6:0 (3:0) | Eslovaquia | Národné Tréningové Centrum, Poprad, Eslovaquia |                            |
|                                   | Jessica Ngunga 16' 21' · Hannah Cain 28' · Florence Allen 62' · Ella Ann Toone 79' · Shania Hayles 85' | Reporte   |            | Árbitro(s): Eleni Antoniou                     | Árbitro(s): Eleni Antoniou |

| 9 de abril de 2018, 11:00 (UTC+2) | Israel | 0:0     | Eslovaquia | Národné Tréningové Centrum, Poprad, Eslovaquia |                              |
|                                   |        | Reporte |            | Árbitro(s): Ivana Projkovska                   | Árbitro(s): Ivana Projkovska |

| 9 de abril de 2018, 11:00 (UTC+2) | Alemania                                                         | 3:2 (1:1) | Inglaterra                        | Športový areál OFK, Dunajská Lužná, Eslovaquia |                            |
|                                   | Anna-Lena Stolze 3' · Paulina Krumbiegel 59' · Lena Oberdorf 84' | Reporte   | 13' Hannah Cain · 87' Lauren Hemp | Árbitro(s): Eleni Antoniou                     | Árbitro(s): Eleni Antoniou |

### Grupo 3
País anfitrión: Finlandia
| Equipo     | Pts | PJ | PG | PE | PP | GF | GC | Dif |
| ---------- | --- | -- | -- | -- | -- | -- | -- | --- |
| Francia    | 9   | 3  | 3  | 0  | 0  | 9  | 1  | 8   |
| Finlandia  | 6   | 3  | 2  | 0  | 1  | 7  | 2  | 5   |
| Bélgica    | 3   | 3  | 1  | 0  | 2  | 5  | 4  | 1   |
| Azerbaiyán | 0   | 3  | 0  | 0  | 3  | 1  | 15 | -14 |

| 4 de abril de 2018, 12:30 (UTC+3) | Francia                                                                     | 6:0 (3:0) | Azerbaiyán | Lahden Kisapuisto, Lahti, Finlandia |                           |
|                                   | Amelie Delabre 10' 19' 30' · Lina Boussaha 67' 70' · Mickaélla Cardia 90+2' | Reporte   |            | Árbitro(s): Rebecca Welch           | Árbitro(s): Rebecca Welch |

| 4 de abril de 2018, 18:30 (UTC+3) | Finlandia             | 2:0 (0:0) | Bélgica | Lahden Kisapuisto, Lahti, Finlandia |                           |
|                                   | Jutta Rantala 70' 79' | Reporte   |         | Árbitro(s): Tess Olofsson           | Árbitro(s): Tess Olofsson |

| 7 de abril de 2018, 12:30 (UTC+3) | Bélgica                                                                                          | 5:1 (1:0) | Azerbaiyán        | Lahden Kisapuisto, Lahti, Finlandia |                           |
|                                   | Hanne Merkelbach 41' · Mariam Abdulai Toloba 51' 71' · Marie Minnaert 70' · Ella Vierendeels 85' | Reporte   | 88' Cagla Kanpara | Árbitro(s): Tess Olofsson           | Árbitro(s): Tess Olofsson |

| 7 de abril de 2018, 18:30 (UTC+3) | Francia                             | 2:1 (1:1) | Finlandia         | Lahden Kisapuisto, Lahti, Finlandia |                           |
|                                   | Jessy Roux 34' · Amelie Delabre 83' | Reporte   | 21' Jutta Rantala | Árbitro(s): Maria Marotta           | Árbitro(s): Maria Marotta |

| 10 de abril de 2018, 18:30 (UTC+3) | Azerbaiyán | 0:4 (0:1) | Finlandia                                                       | Myyrmäen jalkapallostadion, Vantaa, Finlandia |                           |
|                                    |            | Reporte   | 45' Nea Nyrhinen · 61' 79' Jutta Rantala · 89' Emma Peuhkurinen | Árbitro(s): Rebecca Welch                     | Árbitro(s): Rebecca Welch |

| 10 de abril de 2018, 18:30 (UTC+3) | Bélgica | 0:1 (0:1) | Francia       | Lahden Kisapuisto, Lahti, Finlandia |                           |
|                                    |         | Reporte   | 2' Jessy Roux | Árbitro(s): Maria Marotta           | Árbitro(s): Maria Marotta |

### Grupo 4
País anfitrión: República de Irlanda
| Equipo  | Pts | PJ | PG | PE | PP | GF | GC | Dif |
| ------- | --- | -- | -- | -- | -- | -- | -- | --- |
| España  | 9   | 3  | 3  | 0  | 0  | 11 | 0  | 11  |
| Irlanda | 4   | 3  | 1  | 1  | 1  | 3  | 4  | -1  |
| Austria | 2   | 3  | 0  | 2  | 1  | 2  | 5  | -3  |
| Turquía | 1   | 3  | 0  | 1  | 2  | 1  | 8  | -7  |

| 2 de abril de 2018, 15:00 (UTC+1) | República de Irlanda | 1:1 (0:1) | Austria               | Turners Cross, Cork, República de Irlanda |                                  |
|                                   | Saoirse Noonan 48'   | Reporte   | 21' Johanna Schneider | Árbitro(s): Justina Lavrenovaite          | Árbitro(s): Justina Lavrenovaite |

| 2 de abril de 2018, 19:00 (UTC+1) | España | 5:0 (3:0) | Turquía | Mardyke Leisure Centre, Cork, República de Irlanda |                           |
|                                   | Lucía Rodríguez 11' · Candela Andújar 26' · Damaris Egurrola 31' · Carla Bautista Piqueras 58' · Rosa Marquez Baena 79' | Reporte   |         | Árbitro(s): Lucie Šulcová                          | Árbitro(s): Lucie Šulcová |

| 5 de abril de 2018, 15:00 (UTC+1) | Austria              | 1:1 (1:0) | Turquía            | Mardyke Leisure Centre, Cork, República de Irlanda |                                  |
|                                   | Magdalena Bachler 5' | Reporte   | 69' Ayşe Şevval Ay | Árbitro(s): Justina Lavrenovaite                   | Árbitro(s): Justina Lavrenovaite |

| 5 de abril de 2018, 19:00 (UTC+1) | España                                                   | 3:0 (1:0) | República de Irlanda | Turners Cross, Cork, República de Irlanda |                                 |
|                                   | Rosa Marquez Baena 41' 71' · Carla Bautista Piqueras 77' | Reporte   |                      | Árbitro(s): Elvira Nurmustafina           | Árbitro(s): Elvira Nurmustafina |

| 8 de abril de 2018, 14:00 (UTC+1) | Turquía                           | 2:0 (0:0) | República de Irlanda | Turners Cross, Cork, República de Irlanda |                           |
|                                   | Kader Hançar 55' · Esra Manya 83' | Reporte   |                      | Árbitro(s): Lucie Šulcová                 | Árbitro(s): Lucie Šulcová |

| 8 de abril de 2018, 14:00 (UTC+1) | Austria | 0:3 (0:2) | España                                                                       | St. Coleman's Park, Cobh, República de Irlanda |                                 |
|                                   |         | Reporte   | 25' Alejandra Serrano · 45+1' Lucía Rodríguez · 59' (o.g.) Laura Wienroither | Árbitro(s): Elvira Nurmustafina                | Árbitro(s): Elvira Nurmustafina |

### Grupo 5
País anfitrión: Hungría
| Equipo       | Pts | PJ | PG | PE | PP | GF | GC | Dif |
| ------------ | --- | -- | -- | -- | -- | -- | -- | --- |
| Países Bajos | 7   | 3  | 2  | 1  | 0  | 13 | 1  | 12  |
| Suecia       | 7   | 3  | 2  | 1  | 0  | 4  | 2  | 2   |
| Hungría      | 3   | 3  | 1  | 0  | 2  | 2  | 6  | -4  |
| Eslovenia    | 0   | 3  | 0  | 0  | 3  | 1  | 11 | -10 |

| 4 de abril de 2018, 16:00 (UTC+2) | Suecia       | 1:0 (0:0) | Hungría | Globall Football Park, Telki, Hungría |                            |
|                                   | Ebba Hed 67' | Reporte   |         | Árbitro(s): Meliz Özçiğdem            | Árbitro(s): Meliz Özçiğdem |

| 4 de abril de 2018, 16:00 (UTC+2) | Países Bajos                                                                                          | 6:0 (3:0) | Eslovenia | Üllői Városi Sporttelep, Üllő, Hungría |                                |
|                                   | Noah Waterham 7' · Bente Jansen 40' · Joëlle Smits 45+2' 82' · Lisa Doorn 79' · Eva Van Deursen 90+1' | Reporte   |           | Árbitro(s): Irena Velevačkoska         | Árbitro(s): Irena Velevačkoska |

| 7 de abril de 2018, 16:00 (UTC+2) | Hungría                      | 2:0 (1:0) | Eslovenia | Globall Football Park, Telki, Hungría |                            |
|                                   | Katalin Tímea Tolnai 40' 47' | Reporte   |           | Árbitro(s): Meliz Özçiğdem            | Árbitro(s): Meliz Özçiğdem |

| 7 de abril de 2018, 16:00 (UTC+2) | Países Bajos    | 1:1 (0:1) | Suecia              | Tersztyánszky Ödön Sportközpont, Csákvár, Hungría |                                  |
|                                   | Fenna Kalma 88' | Reporte   | 42' Loreta Kullashi | Árbitro(s): Graziella Pirriatore                  | Árbitro(s): Graziella Pirriatore |

| 10 de abril de 2018, 00:00 (UTC+2) | Eslovenia      | 1:2 (1:1) | Suecia                                                | Üllo Városi Sporttelep, Üllo, Hungría |                                |
|                                    | Sara Agrež 24' | Reporte   | 34' Ariam-Berhane Gebreyohannes · 49' Loreta Kullashi | Árbitro(s): Irena Velevačkoska        | Árbitro(s): Irena Velevačkoska |

| 10 de abril de 2018, 00:00 (UTC+2) | Hungría | 0:6 (0:1) | Países Bajos                                                              | Globall Football Park, Telki, Hungría |                                  |
|                                    |         | Reporte   | 47' 66' 86' Fenna Kalma · 78' 80' Victoria Pelova · 90+2' Eva Van Deursen | Árbitro(s): Graziella Pirriatore      | Árbitro(s): Graziella Pirriatore |

### Grupo 6
País anfitrión: Portugal
| Equipo    | Pts | PJ | PG | PE | PP | GF | GC | Dif |
| --------- | --- | -- | -- | -- | -- | -- | -- | --- |
| Dinamarca | 9   | 3  | 3  | 0  | 0  | 8  | 1  | 7   |
| Serbia    | 6   | 3  | 2  | 0  | 1  | 5  | 3  | 2   |
| Gales     | 3   | 3  | 1  | 0  | 2  | 2  | 5  | -3  |
| Portugal  | 0   | 3  | 0  | 0  | 3  | 1  | 7  | -6  |

| 2 de abril de 2018, 15:00 (UTC+1) | Dinamarca                                      | 2:0 (1:0) | Gales | Carlos Duarte, Pampilhosa, Portugal |                               |
|                                   | Signe Holt Andersen 17' · Cecilie Johansen 75' | Reporte   |       | Árbitro(s): Marta Frias Acedo       | Árbitro(s): Marta Frias Acedo |

| 2 de abril de 2018, 17:00 (UTC+1) | Portugal | 0:2 (0:1) | Serbia                                    | Sérgio Conceição, Coímbra, Portugal |                              |
|                                   |          | Reporte   | 15' Miljana Ivanović · 79' Allegra Poljak | Árbitro(s): Volha Tsiareshka        | Árbitro(s): Volha Tsiareshka |

| 5 de abril de 2018, 00:00 (UTC+1) | Serbia                                                           | 3:1 (1:0) | Gales              | Sérgio Conceição, Coímbra, Portugal |                              |
|                                   | Tijana Filipović 39' · Allegra Poljak 56' · Miljana Ivanović 65' | Reporte   | 78' Bronwen Thomas | Árbitro(s): Volha Tsiareshka        | Árbitro(s): Volha Tsiareshka |

| 5 de abril de 2018, 17:00 (UTC+1) | Dinamarca                                    | 4:1 (2:1) | Portugal       | Complexo Desportivo, Tocha, Portugal |                              |
|                                   | Janni Thomsen 5' 60' · Dajan Heshemi 18' 58' | Reporte   | 42' Maria Inês | Árbitro(s): Barbara Poxhofer         | Árbitro(s): Barbara Poxhofer |

| 8 de abril de 2018, 17:00 (UTC+1) | Gales          | 1:0 (0:0) | Portugal | Centro de Estágios, Luso, Portugal |                               |
|                                   | Amina Vine 48' | Reporte   |          | Árbitro(s): Marta Frias Acedo      | Árbitro(s): Marta Frias Acedo |

| 8 de abril de 2018, 17:00 (UTC+1) | Serbia | 0:2 (0:0) | Dinamarca                            | Carlos Duarte, Pampilhosa, Portugal |                              |
|                                   |        | Reporte   | 53' Janni Thomsen · 90+1' Mille Gejl | Árbitro(s): Barbara Poxhofer        | Árbitro(s): Barbara Poxhofer |

### Grupo 7
País anfitrión: Escocia
| Equipo          | Pts | PJ | PG | PE | PP | GF | GC | Dif |
| --------------- | --- | -- | -- | -- | -- | -- | -- | --- |
| Italia          | 7   | 3  | 2  | 1  | 0  | 13 | 4  | 9   |
| República Checa | 7   | 3  | 2  | 1  | 0  | 11 | 3  | 8   |
| Escocia         | 1   | 3  | 0  | 1  | 2  | 2  | 6  | -4  |
| Rusia           | 1   | 3  | 0  | 1  | 2  | 1  | 14 | -13 |

| 2 de abril de 2018, 13:00 (UTC+1) | República Checa                          | 2:1 (0:0) | Escocia                 | Oriam Performance Centre, Edimburgo, Escocia |                                 |
|                                   | Kamila Dubcová 59' · Andrea Stašková 76' | Reporte   | 87' (o.g.) Lucie Dudová | Árbitro(s): Marta Huerta De Aza              | Árbitro(s): Marta Huerta De Aza |

| 2 de abril de 2018, 18:00 (UTC+1) | Rusia                 | 1:7 (1:4) | Italia | Oriam Performance Centre, Edimburgo, Escocia |                          |
|                                   | Elena Shesterneva 45' |           | 12' Alice Regazzoli · 18' Arianna Caruso · 39' Beatrice Merlo · 45+1' 47' Sofia Cantore · 71' 83' Agnese Bonfantini | Árbitro(s): [[ ]], [[ ]]                     | Árbitro(s): [[ ]], [[ ]] |

| 5 de abril de 2018, 13:00 (UTC+1) | República Checa | 7:0 (3:0) | Rusia | Oriam Performance Centre, Edimburgo, Escocia |                             |
|                                   | Michaela Dubcová 9' · Lucie Dudová 26' · Aneta Malatová 27' · Kateřina Vojtková 60' 70' · Michaela Khýrová 66' · Andrea Stašková 90' | Reporte   |       | Árbitro(s): Angelika Soeder                  | Árbitro(s): Angelika Soeder |

| 5 de abril de 2018, 18:00 (UTC+1) | Italia                                                                    | 4:1 (2:1) | Escocia          | Oriam Performance Centre, Edimburgo, Escocia |                          |
|                                   | Agnese Bonfantini 31' 53' · Melanie Kuenrath 45+1' · Arianna Caruso 90+4' | Reporte   | 1' Samantha Kerr | Árbitro(s): Ewa Augustyn                     | Árbitro(s): Ewa Augustyn |

| 8 de abril de 2018, 00:00 (UTC+1) | Escocia | 0:0     | Rusia | Oriam Performance Centre, Edimburgo, Escocia |                                 |
|                                   |         | Reporte |       | Árbitro(s): Marta Huerta De Aza              | Árbitro(s): Marta Huerta De Aza |

| 8 de abril de 2018, 00:00 (UTC+1) | Italia                                 | 2:2 (0:1) | República Checa                           | Oriam Performance Centre, Edimburgo, Escocia |                             |
|                                   | Sofia Cantore 47' · Arianna Caruso 51' | Reporte   | 31' Kamila Dubcová · 75' Michaela Dubcová | Árbitro(s): Angelika Soeder                  | Árbitro(s): Angelika Soeder |

## Fase Final de Grupos
Por quinta vez el número de selecciones participantes pasará de cuatro a ocho y se celebrará en Suiza del 18 al 30 de julio.
El sorteo se realizó en el Stufenbau en Ittigen, Suiza, el 23 de abril de 2018
Quienes ocupen el primer y segundo lugar de cada grupo clasifican a la semifinal
Clasificados
- Suiza (Anfitrión)
- España
- Italia
- Dinamarca
- Alemania
- Países Bajos
- Francia

#### Grupo A
| Equipo  | Pts | PJ | PG | PE | PP | GF | GC | Dif |
| ------- | --- | -- | -- | -- | -- | -- | -- | --- |
| Noruega | 6   | 3  | 2  | 0  | 1  | 4  | 3  | +1  |
| España  | 6   | 3  | 2  | 0  | 1  | 4  | 3  | +1  |
| Suiza   | 4   | 3  | 1  | 1  | 1  | 5  | 5  | 0   |
| Francia | 1   | 3  | 0  | 1  | 2  | 3  | 5  | -2  |

| 18 de julio de 2018, 15:00 | España | 0:2     | Noruega | Estadio Niedermatten, Wohlen, Suiza     |                                         |
|                            |        | Reporte |         | Árbitro(s): Cheryl Foster, Países Bajos | Árbitro(s): Cheryl Foster, Países Bajos |

| 18 de julio de 2018, 18:15 | Suiza | 2:2     | Francia | Estadio Niedermatten, Wohlen, Suiza  |                                      |
|                            |       | Reporte |         | Árbitro(s): Ivana Martinčić, Croacia | Árbitro(s): Ivana Martinčić, Croacia |

| 21 de julio de 2018, 15:00 | Noruega | 1:0     | Francia | Estadio Herti Allmend, Zug, Suiza |                                   |
|                            |         | Reporte |         | Árbitro(s): Tess Olofsson, Suecia | Árbitro(s): Tess Olofsson, Suecia |

| 21 de julio de 2018, 18:15 | Suiza | 0:2     | España | Estadio Herti Allmend, Zug, Suiza  |                                    |
|                            |       | Reporte |        | Árbitro(s): Eleni Antoniou, Grecia | Árbitro(s): Eleni Antoniou, Grecia |

| 24 de julio de 2018, 18:15 | Noruega | 1:3     | Suiza | Estadio Niedermatten, Wohlen, Suiza |                          |
|                            |         | Reporte |       | Árbitro(s): [[ ]], [[ ]]            | Árbitro(s): [[ ]], [[ ]] |

| 24 de julio de 2018, 18:15 | Francia | 1:2     | España | Estadio Herti Allmend, Zug, Suiza |                          |
|                            |         | Reporte |        | Árbitro(s): [[ ]], [[ ]]          | Árbitro(s): [[ ]], [[ ]] |

#### Grupo B
| Equipo       | Pts | PJ | PG | PE | PP | GF | GC | Dif |
| ------------ | --- | -- | -- | -- | -- | -- | -- | --- |
| Dinamarca    | 6   | 3  | 2  | 0  | 1  | 4  | 2  | +2  |
| Alemania     | 6   | 3  | 2  | 0  | 1  | 3  | 1  | +2  |
| Países Bajos | 6   | 3  | 2  | 0  | 1  | 5  | 4  | +1  |
| Italia       | 0   | 3  | 0  | 0  | 3  | 1  | 6  | -5  |

| 18 de julio de 2018, 15:00 | Alemania | 1:0     | Dinamarca | Tissot Arena, Biel/Bienne, Suiza    |                                     |
|                            |          | Reporte |           | Árbitro(s): Meliz Özçiğdem, Turquía | Árbitro(s): Meliz Özçiğdem, Turquía |

| 18 de julio de 2018, 18:15 | Países Bajos | 3:1     | Italia | Tissot Arena, Biel/Bienne, Suiza  |                                   |
|                            |              | Reporte |        | Árbitro(s): Tess Olofsson, Suecia | Árbitro(s): Tess Olofsson, Suecia |

| 21 de julio de 2018, 15:00 | Dinamarca | 1:0     | Italia | Stade Municipal, Yverdon-les-Bains, Suiza |                                       |
|                            |           | Reporte |        | Árbitro(s): Rebecca Welch, Inglaterra     | Árbitro(s): Rebecca Welch, Inglaterra |

| 21 de julio de 2018, 18:15 | Países Bajos | 1:0     | Alemania | Stade Municipal, Yverdon-les-Bains, Suiza |                                      |
|                            |              | Reporte |          | Árbitro(s): Ivana Martinčić, Croacia      | Árbitro(s): Ivana Martinčić, Croacia |

| 24 de julio de 2018, 18:15 | Dinamarca | 3:1     | Países Bajos | Tissot Arena, Biel/Bienne, Suiza |                          |
|                            |           | Reporte |              | Árbitro(s): [[ ]], [[ ]]         | Árbitro(s): [[ ]], [[ ]] |

| 24 de julio de 2018, 18:15 | Italia | 0:2     | Alemania | Stade Municipal, Yverdon-les-Bains, Suiza |                          |
|                            |        | Reporte |          | Árbitro(s): [[ ]], [[ ]]                  | Árbitro(s): [[ ]], [[ ]] |

### Segunda fase
|  | Semifinales | Semifinales |   |  | Final       | Final |  |
|  |             |             |   |  |             |       |  |
|  | 27 de julio |             |   |  |             |       |  |
|  | Noruega     | 0           |   |  |             |       |  |
|  | Alemania    | 2           |   |  |             |       |  |
|  |             |             |   |  |             |       |  |
|  |             |             |   |  | 30 de julio |       |  |
|  |             |             |   |  | Alemania    | 0     |  |
|  |             | España      | 1 |  |             |       |  |
|  |             |             |   |  |             |       |  |
|  |             |             |   |  |             |       |  |
|  |             |             |   |  |             |       |  |
|  | 27 de julio |             |   |  |             |       |  |
|  | Dinamarca   | 0           |   |  |             |       |  |
|  | España      | 1           |   |  |             |       |  |

#### Semifinales
| 27 de julio de 2018, 14:00 | Noruega | 0:2     | Alemania | Tissot Arena, Biel/Bienne       |                                 |
|                            |         | Reporte |          | Árbitra: Eleni Antoniou, Grecia | Árbitra: Eleni Antoniou, Grecia |

| 27 de julio de 2018, 18:15 | Dinamarca | 0:1     | España | Tissot Arena, Biel/Bienne          |                                    |
|                            |           | Reporte |        | Árbitra: Rebecca Welch, Inglaterra | Árbitra: Rebecca Welch, Inglaterra |

#### Final
| 30 de julio de 2018, 18:15 | Alemania | 0:1     | España | Tissot Arena, Biel/Bienne         |                                   |
|                            |          | Reporte |        | Árbitra: Ivana Martinčić, Croacia | Árbitra: Ivana Martinčić, Croacia |

| Bandera de España |
| España            |
| Tercer título     |